# Antoine Divitis
Antonius Divitis (Lovaina, vers 1470 - idem. vers 1530) va ser un compositor flamenc del Renaixement, de la generació lleugerament més jove que Josquin des Prez. Va ser important en el desenvolupament de la missa de paròdia.
Fou cantor de la capella de Lluís XII, i també era conegut pels noms d'Anthonius de Rycke i Anthoine Le Riche.
Deixà nombroses cançons, motets, un Magnificat, un Credo a sis veus, una Missa a quatre, titulada Grande Barbara, i altres composicions.